# Mawab
Mawab é um município de  terceira classe de renda municipal (d) na província Davao de Ouro, nas Filipinas. De acordo com o censo de 1 de maio  de  2020 possui uma população de 39 631 pessoas e 9 546 domicílios.